# Z 21500
Z 21500 — французский скоростной электропоезд. Совместный проект Франции и Канады. Строился в 2002-2004 годах. Всего было построено 52 поезда. По состоянию на декабрь 2011 эксплуатируются все произведённые поезда.